# 将芯比心
将芯比心是由许嵩作词、作曲、制作并演唱的中央广播电视总台《2024中国·AI盛典》主题曲，歌曲于北京时间2024年6月28日零点发布。歌曲的名字巧妙化用了成语“将心比心”，通过将AI的芯片比照人类的心，表达了AI技术与人类共同成长的理念。同时，歌曲也蕴含了以AI技术体察人类需求并服务人类的理念，契合了《2024中国·AI盛典》将人文关怀与技术进步融合的核心要义。许嵩和4个AI分身共同演唱了这首歌曲。
2024年9月28日晚，许嵩在“呼吸之野”巡回演唱会温州场演唱了歌曲将芯比心，表达了AI技术下，对虚拟与现实的思考。